# 미하우 헬레르
미하우 카지미에시 헬레르(폴란드어: Michał Kazimierz Heller, 1936년 3월 12일 ~ )는 폴란드의 물리학자, 철학자이자 로마 가톨릭교회 신학자, 신부이다. 폴란드 크라쿠프 교황 대학교 철학과 교수로 재직했으며 "우주의 존재에는 원인이 필요한가?"와 같은 문제를 제기한 것으로 유명하다.

## 생애
헬레르는 폴란드 타르누프에서 태어나서 루블린 요한 바오로 2세 로마 가톨릭교회 대학교를 졸업했으며 1965년에는 철학 석사 학위를, 1966년에는 물리 우주론 박사 학위를 받았다. 타르누프에서 교직 생활을 시작한 이후에 1972년에 교황청 과학원 회원으로 임명되었고 1985년에는 정식 교수로 임용되었다.
헬레르는 벨기에 루뱅 가톨릭대학교에서 초빙 교수로 활동했고, 벨기에 리에주 대학교, 영국 옥스퍼드 대학교, 영국 레스터 대학교, 독일 루르 대학교, 미국 가톨릭 대학교, 애리조나 대학교에서 방문과학자로 활동해 왔다. 그의 현재 연구는 일반 상대성 이론의 특이성 문제와 양자 중력으로의 일반 상대성과 양자 역학의 통일을 모색하는 데 있어서 비전명 기하학의 이용에 관한 것이다. 그의 모델은 양자 얽힘과 EPR 역설에 대한 새로운 관점을 제시한다. 헬레르는 교황청 신학 학술원 교수로 활동하면서 "그 동안 세상 모든 것, 심지어는 우연조차도 수학 공식으로 설명해내는 복잡한 방법"을 연구해 400여 편의 논문과 30여 권의 저서를 편찬했다.
헬레르는 종교계의 노벨상으로 불리는 2008년 템플턴상을 수상하면서 받은 82만 파운드 상금으로 ‘코페르니쿠스 센터’(Copernicus Center)를 설립했다. 템플턴상을 주관하는 템플턴 재단은 "헬레르 신부의 연구가 과학의 형이상학적 지평을 열었다"며 "수학과 형이상학을 전공한 헬레르 신부는 하느님이 존재한다는 정황 증거를 수학으로 보여주는 방법을 제시했다"고 말했다. 폴란드 야기엘로니안 대학의 카롤 무시올 교수는 미하우 헬레르에 대해 "인류에게 ‘과학신학’이란 의미 있는 개념을 보여준 사려 깊은 성직자이자 독창적으로 활동하는 위대한 과학자"라며 "그의 연구는 종교에 과학의 시각을 열어주고, 과학에 초월적인 신비감을 불어넣었다"고 했다.

## 같이 보기
- 조르주 르메트르